# Elephants Can Remember
Elephants Can Remember (Os elefantes não esquecem, no Brasil / Os elefantes têm memória, em  Portugal) é um romance policial de Agatha Christie, publicado em 1972.
Este foi o penúltimo livro escrito pela autora e o último escrito a contar com a presença do detetive Hercule Poirot e da escritora de livros de mistério Ariadne Oliver. Poirot ainda faria uma última aparição, ao lado de seu amigo Hastings, no romance Cai o Pano, escrito na década de 40, mas lançado somente em 1975. 

## Enredo
Ariadne Oliver, uma escritora de romances policiais, é aleatoriamente questionada sobre o antigo caso do assassinato do casal Ravenscroft, mortos há 15 anos. Intrigada com o mistério que envolve o caso, ela  pede ajuda ao seu grande amigo Hercule Poirot, com a esperança de solucioná-lo. Mas, para isso, eles contarão com a ajuda de pessoas que viveram naquela época, partindo da premissa de que elas são como os elefantes, e não esqueceram de nada.